# Скассо, Хуан Антонио
Хуа́н Анто́нио Ска́ссо (исп. Juan Antonio Scasso) (14 января 1892, Монтевидео — 2 октября 1973) — уругвайский архитектор, государственный деятель, а также спортивный менеджер.

## Биография
Поступил на математический факультет Республиканского университета Уругвая, затем перевёлся на архитектурный, который закончил в 1916 году с золотой медалью. Получив стипендию Совета Университета, в течение двух лет продолжил образование в Европе, во Франции, Италии и Испании.
С 1919 года стал работать в муниципалитете Монтевидео, а в 1929 году возглавил его. Параллельно с политической деятельностью занимался преподаванием на кафедре рисунка и ландшафтной архитектуры города в родном университете. В 1932 году вернулся В Европу, где исследовал различные проблемы современного урбанизма.
В 1951—1956 годах был заместителем директора Института теории архитектуры и градостроительства (исп. Instituto de Teoría de la Arquitectura y Urbanismo).
Наибольшую известность получил благодаря строительству стадиона Сентенарио со знаменитой «Башней памяти» (1929—1930, один из лучших примеров архитектурного экспрессионизма в Уругвае), ставшего ареной первого финала чемпионата мира и одним из самых знаменитых футбольных стадионов мира. Помимо своего главного, Скассо также причастен к значительному расширению курорта Ла-Палома в департаменте Роча, яхт-клуба Пунта-Горда, отеля «Мирамар» (1935), улучшению Парка Батлье в Монтевидео, тренировочного кампуса «Пеньяроля» в районе Поситос и т. д.
В 1932 году возглавил «Пеньяроль» в качестве президента клуба. Он стал первым президентом «ауринегрос» в профессиональную эру. При Скассо «Пеньяроль» выиграл чемпионат Уругвая.

## Достижения в качестве президента «Пеньяроля»
- Чемпион Уругвая 1932